# Buziaș
Buziaș je rumunské město v župě Timiș. Ve městě žije přibližně 6 800 obyvatel.
Administrativně k městu náleží i vesnice Bacova a Silagiu.